# Vintervägaselet
Vintervägaselet är en sjö i Älvsbyns kommun i Norrbotten och ingår i Piteälvens huvudavrinningsområde. Sjön har en area på 0,21 kvadratkilometer och ligger 101,1 meter över havet. Sjön avvattnas av vattendraget Borgforsälven.

## Delavrinningsområde
Vintervägaselet ingår i det delavrinningsområde (728353-173885) som SMHI kallar för Utloppet av Småträsket. Medelhöjden är 139 meter över havet och ytan är 25,15 kvadratkilometer. Räknas de 21 avrinningsområdena uppströms in blir den ackumulerade arean 235,29 kvadratkilometer. Borgforsälven som avvattnar avrinningsområdet har biflödesordning 2, vilket innebär att vattnet flödar genom totalt 2 vattendrag innan det når havet efter 34 kilometer. Avrinningsområdet består mestadels av skog (88 procent). Avrinningsområdet har 0,6 kvadratkilometer vattenytor vilket ger det en sjöprocent på 2,4 procent.